# Dr. Bugyi István Kórház

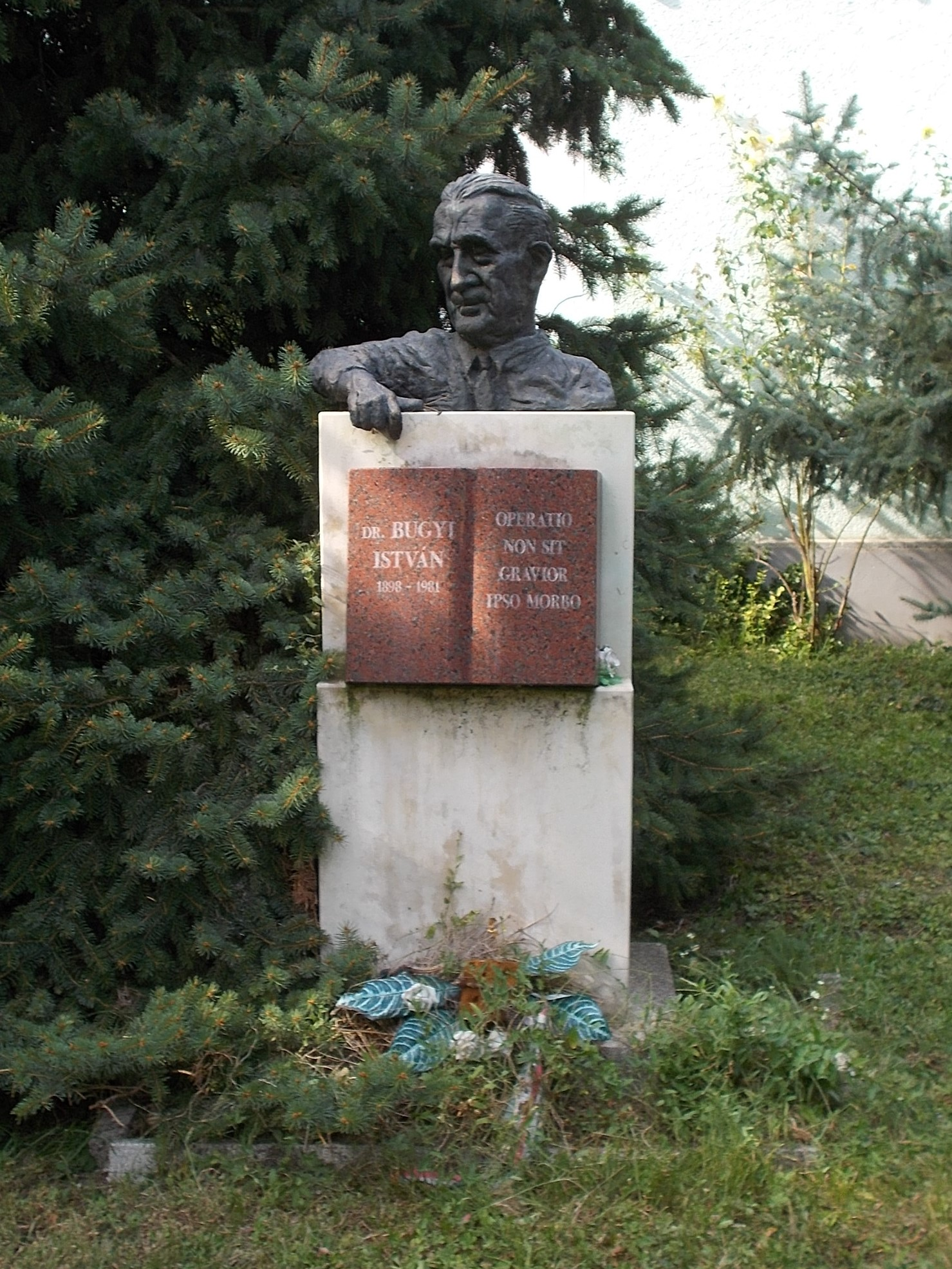
Dr. Bugyi István mellszobra a kórház területén

A szentesi Dr. Bugyi István Kórház, vagy névváltoztatás után a Szegedi Tudományegyetem Szent-Györgyi Albert Klinikai Központ Dr. Bugyi István Szentesi Multidiszciplináris Centrum, Magyarország egyik regionális orvosi ellátást biztosító intézménye. Vezetője dr. Kalmár Mihály főigazgató.
Regionális szerepe van a sürgősségi betegellátásban, szív és érrendszeri betegségek, a daganatos megbetegedések, a stroke, a fertőzőbetegségek ellátásában, valamint a drogbetegek és a cukorbetegek gondozásában. Speciális szolgáltatásokat nyújt a baleseti és helyreállító sebészetben, a protézis műtétek és a mozgásszervi rehabilitáció területén, valamint vérgyűjtő és klinikai transzfúziológiai feladatokat is ellát.

## Története
Már 1834-től kezdve a városban felmerült a közügy jellegű szükséglet és 1837-ben is megfogalmazódott a városi közkórház létesítésének gondolata, de a pénzügyi nehézségek, a forradalmi történések és a kormányzati közömbösség megakadályozta e kezdeményezés megvalósulását. A városi közkórház fejleményei hosszú ideig nem mutattak előrehaladást, ezért végül félre lettek téve. 1861-ben Hadzsy György városi képviselő egy "szegény ápolda" létrehozását javasolta, 1870-ben pedig a városi képviselő-testület 1423 Ft összeget szánt a közkórház alapítására, de három évi heves vita után sem sikerült elérni semmi eredményt az ügyben.
Az 1873-as kolerajárvány azonban ráébresztette a várost és a megyét a sürgős intézkedés szükségességére. A város összefogott, hogy felállítsák a város első 20 ágyas kórházát. Az intézményben dr. László Vilmos volt az első orvos, sebész, belgyógyász, szülész, igazgató és főigazgató egy személyben. 1881-ben közadakozás révén 24 ágyas kórházzá fejlődött. Az kórház folyamatosan bővült, és 1890-ban már 233 beteget ápoltak. A következő években azonban kiderült, hogy újabb bővítésre van szükség, emiatt a kórházat 1895-ben átadták a vármegyének.
A kórház tovább fejlődött, új pavilonok és épületek épültek. 1903-ban ismét átadásra került a kórház a megyének a város által, annak érdekében, hogy emeljék az ellátás színvonalát, javítsák a forrásokhoz való hozzáférést, és szolgálják a szakmaiságot. Így került sor az új, 40 ágyas főépület átadására, ahol a sebészet, a belgyógyászat, a szülészet, a nőgyógyászat, a gyerekgyógyászat, a neurológia és a fertőző osztály kapott helyet. 1912-ben a város megvásárolta a jelenlegi kórház területét, ezzel megalapozva a Dr. Bugyi István Kórház létrejöttét.
Bugyi István 1931-től a kórház főorvosa, majd 1933-tól főigazgatója volt. Bugyi munkája során új pavilonokat és kiszolgáló egységeket épített, japánkertet hozott létre, és a kórházat "szellemi műhellyé" alakította. A kórház területe tovább bővült, és az évtizedek során számos újítás és fejlesztés történt.
A 2000-es évek elejére a kórház már 581 ággyal rendelkezett. 2004-ben a kórház felvette egykori igazgatója, Bugyi István sebészfőorvos nevét. Az intézmény struktúráját a Covid19-világjárvány idején alakították ki a régió intézményei. Miután az országgyűlés 2023 májusi ülésén jóváhagyta néhány közegészségügyi törvény átformálását, július 1-jétől a kórház a Szegedi Tudományegyetem igazgatása alá került, így az intézmény a Szegedi Tudományegyetem Szent-Györgyi Albert Klinikai Központ Dr. Bugyi István Szentesi Multidiszciplináris Centrum néven folytatta tevékenységét.

## Osztályok

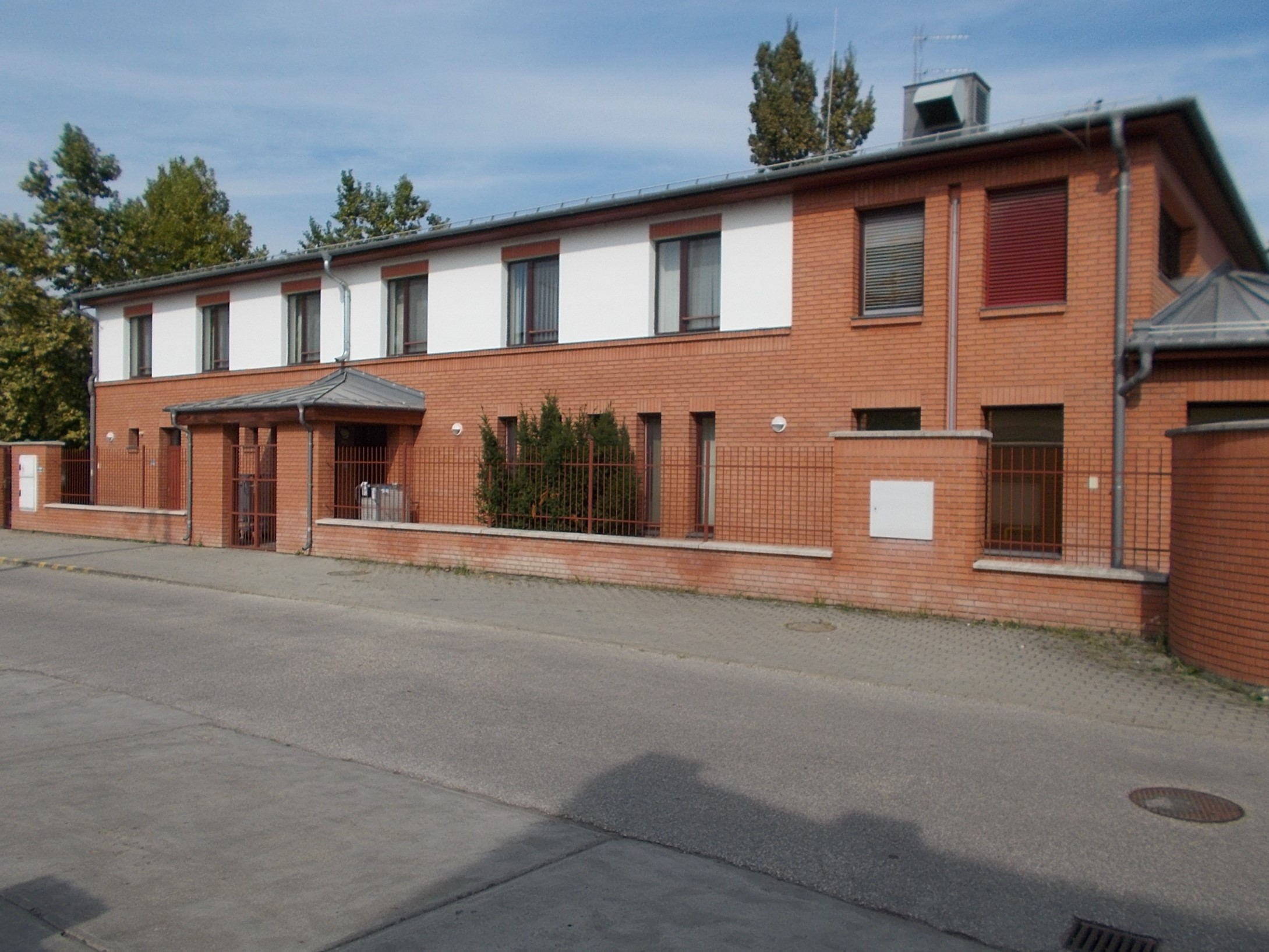
A nephrológia ambulancia épülete

2021 elején az alábbi osztályokkal működik:
- aneszteziológiai és intenzív terápiás
- ápolási
- baleseti és helyreállító sebészet
- belgyógyászati
- csecsemő-gyermekgyógyászati
- fül-orr-gégészeti
- infektológiai
- központi sterilizáló
- krónikus belgyógyászat
- mozgásszervi rehabilitációs
- nephrológia ambulancia
- neurologiai és stroke
- onkológiai
- pszichiátriai és rehabilitációs
- sebészeti, érsebészeti
- sürgősségi betegellátó
- szülészet, nőgyógyászati
- urológia
- újszülött, koraszülött

## Galéria

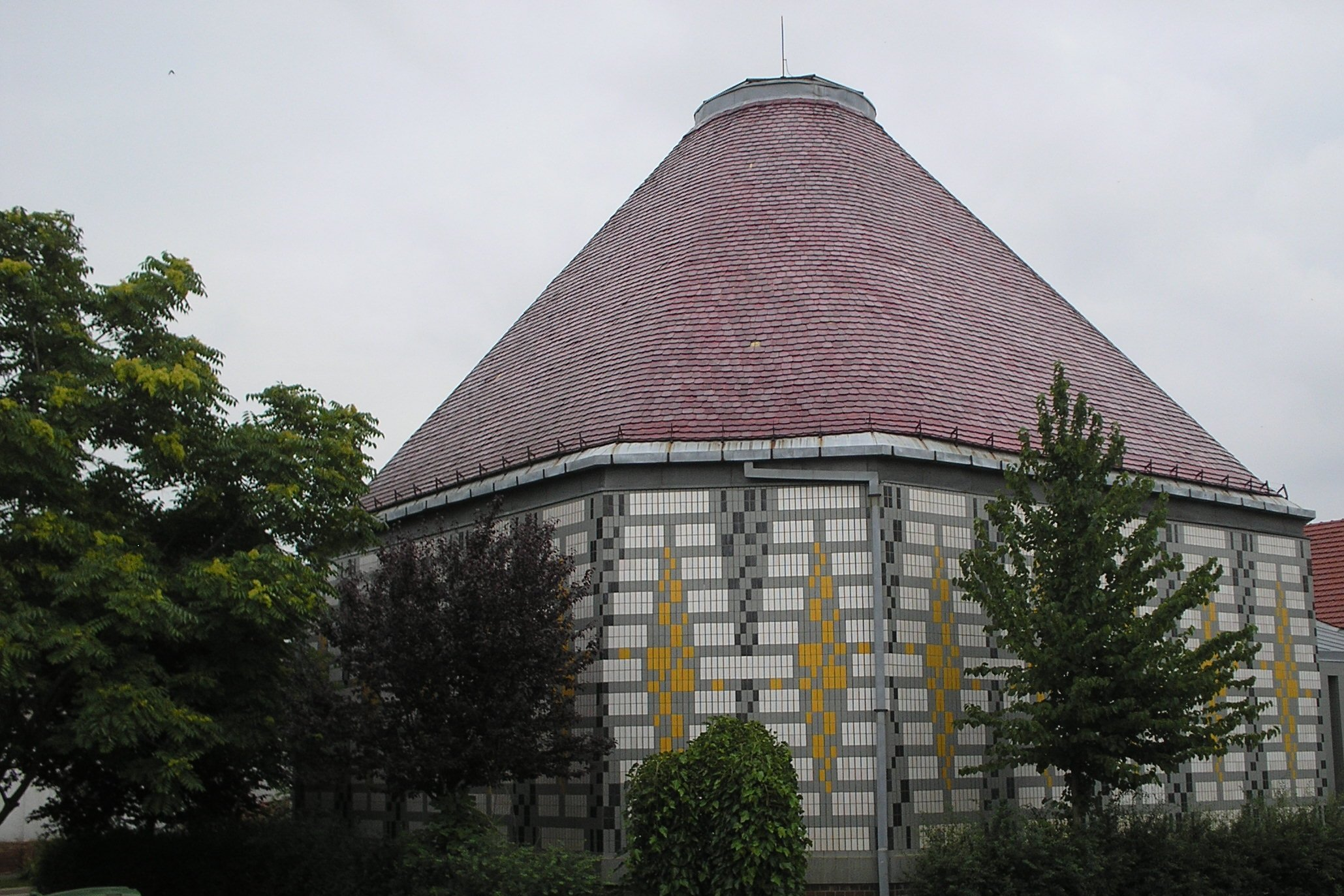
Kórházi thermálfürdő
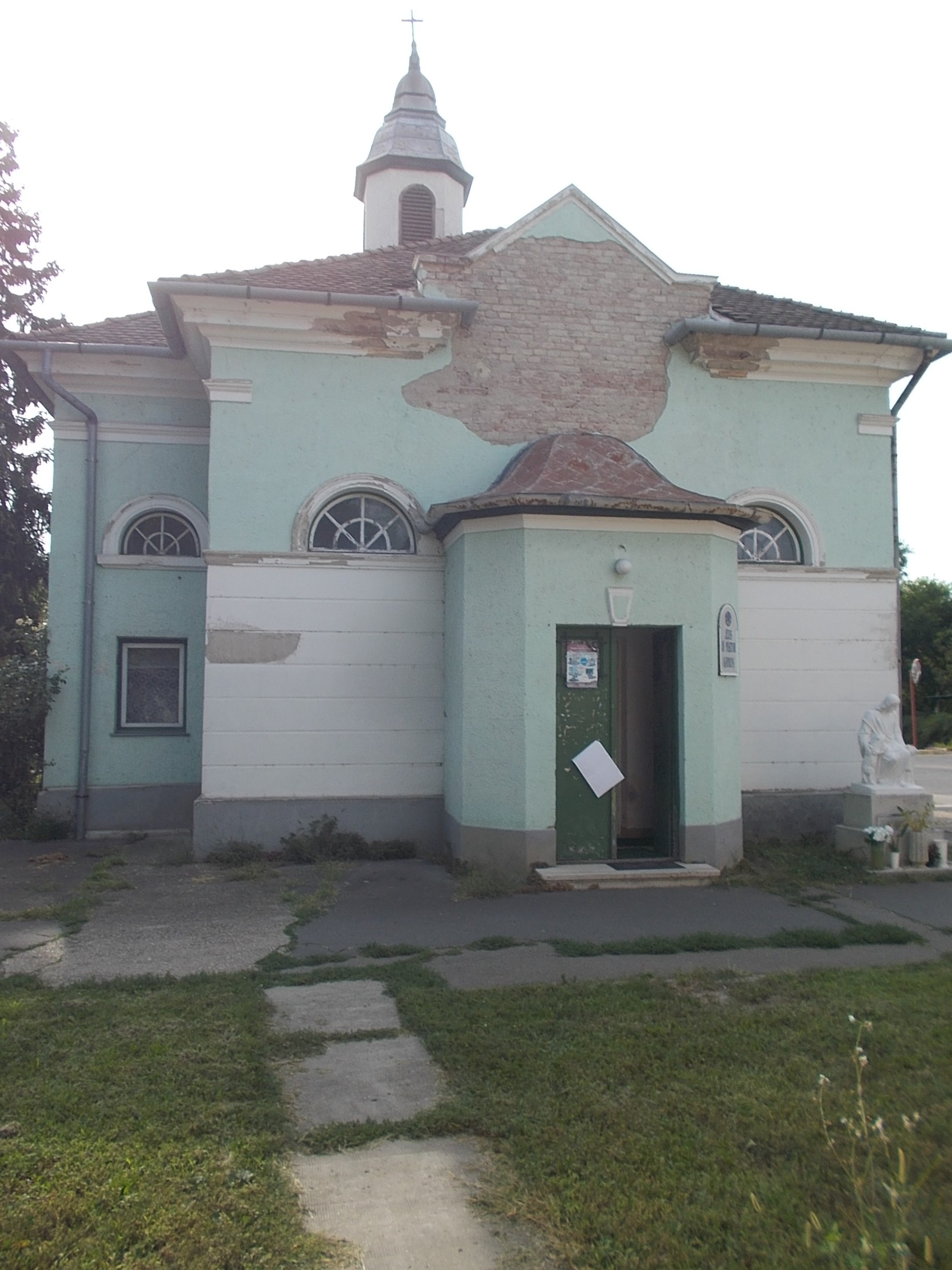
Jó Pásztor Kápolna
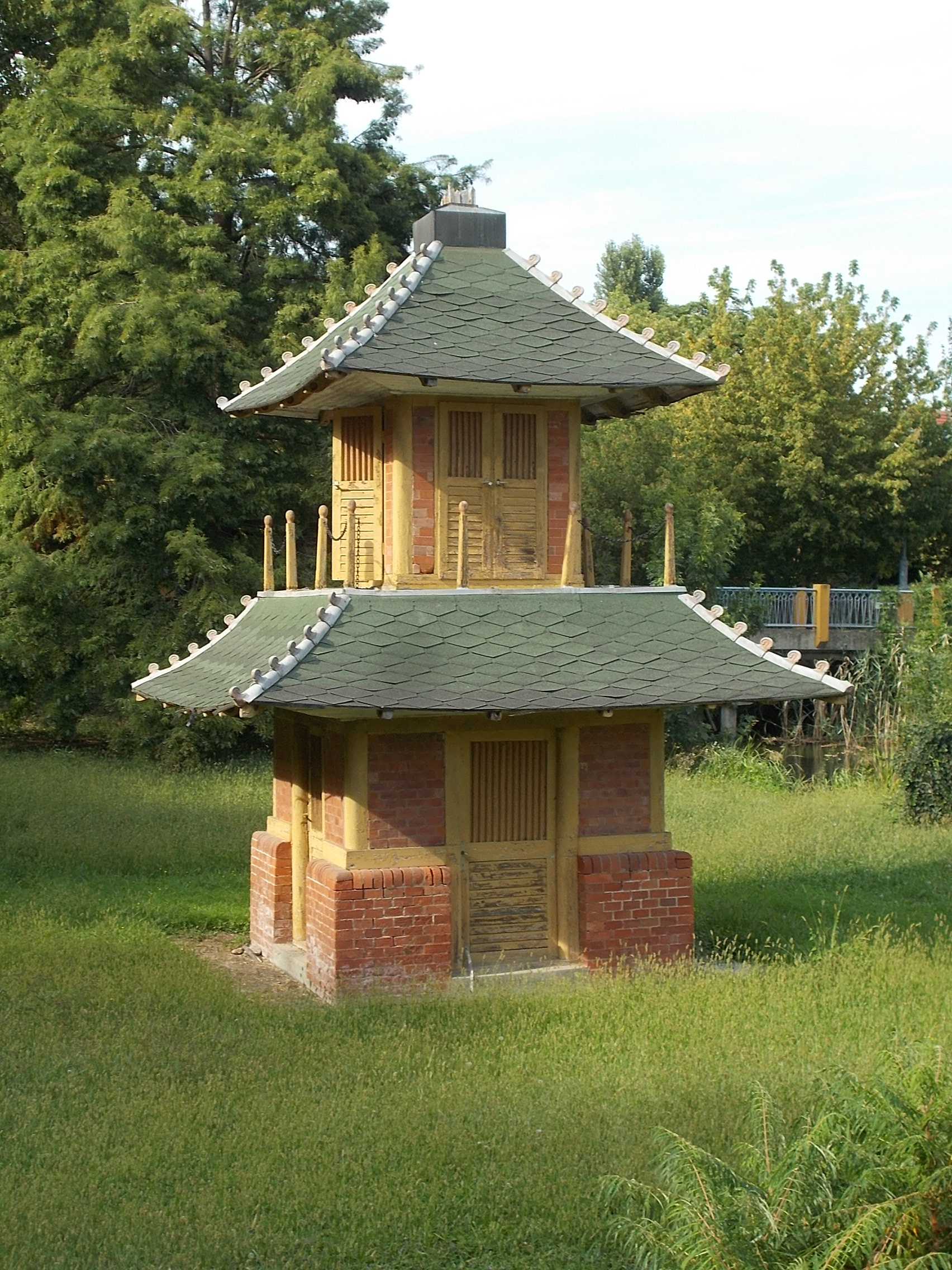
Pagoda a kórházkertben
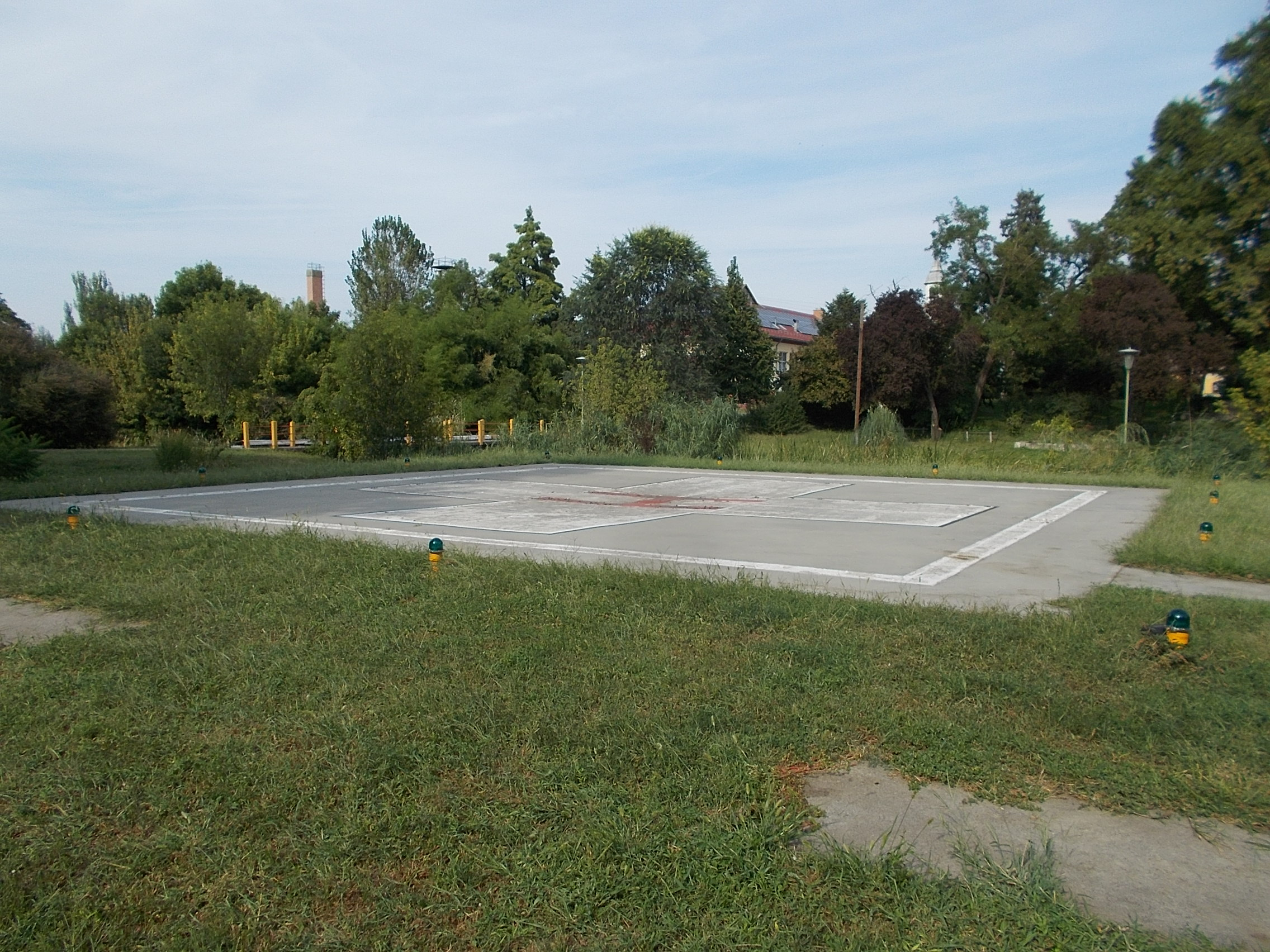
Helikopter leszálló